# Mark Leckebusch
Mark Leckebusch (Heerlen, 16 april 1987) is een Nederlands handbaldoelman die sinds 2020 uitkomt voor het Belgische KTSV Eupen. 

## Biografie
Leckebusch begon met handballen bij SV Heerlen. Vervolgens verkaste hij naar Vlug en Lenig en bij het ontstaan van Limburg Lions instroomde bij het tweede team, Limburg Wild Dogs. Van daaruit maakte hij onder de Russische coach Aleksandr Rymanov de overstap naar het eerste team van Limburg Lions. In 2011 verliet hij Limburg Lions om te spelen voor Eynatten dat onder leiding stond van Pim Rietbroek. Na één jaar bij de Belgische ploeg vertrok hij naar Swift Arnhem.
In 2014 verruilde hij Swift Arnhem voor Sporting NeLo. Vervolgens keerde hij in de zomer van 2016 weer terug naar Eynatten.
In 2017 keerde Leckebusch weer terug naar het tweede team van Limburg Lions. Na één jaar vertrek Leckebusch weer bij Limburg Lions om te spelen voor Initia Hasselt.
In april 2020 werd bekend dat Leckebusch Initia Hasselt ging verlaten om te spelen voor Eupen.